# 阿耶洛-德尔萨巴托
阿耶洛-德尔萨巴托（義大利語：Aiello del Sabato），是意大利阿韦利诺省的一个市镇。总面积10.83平方公里，人口3913人，人口密度361.3人/平方公里（2009年）。ISTAT代码为064001。